# Poemas sinfónicos (Strauss)

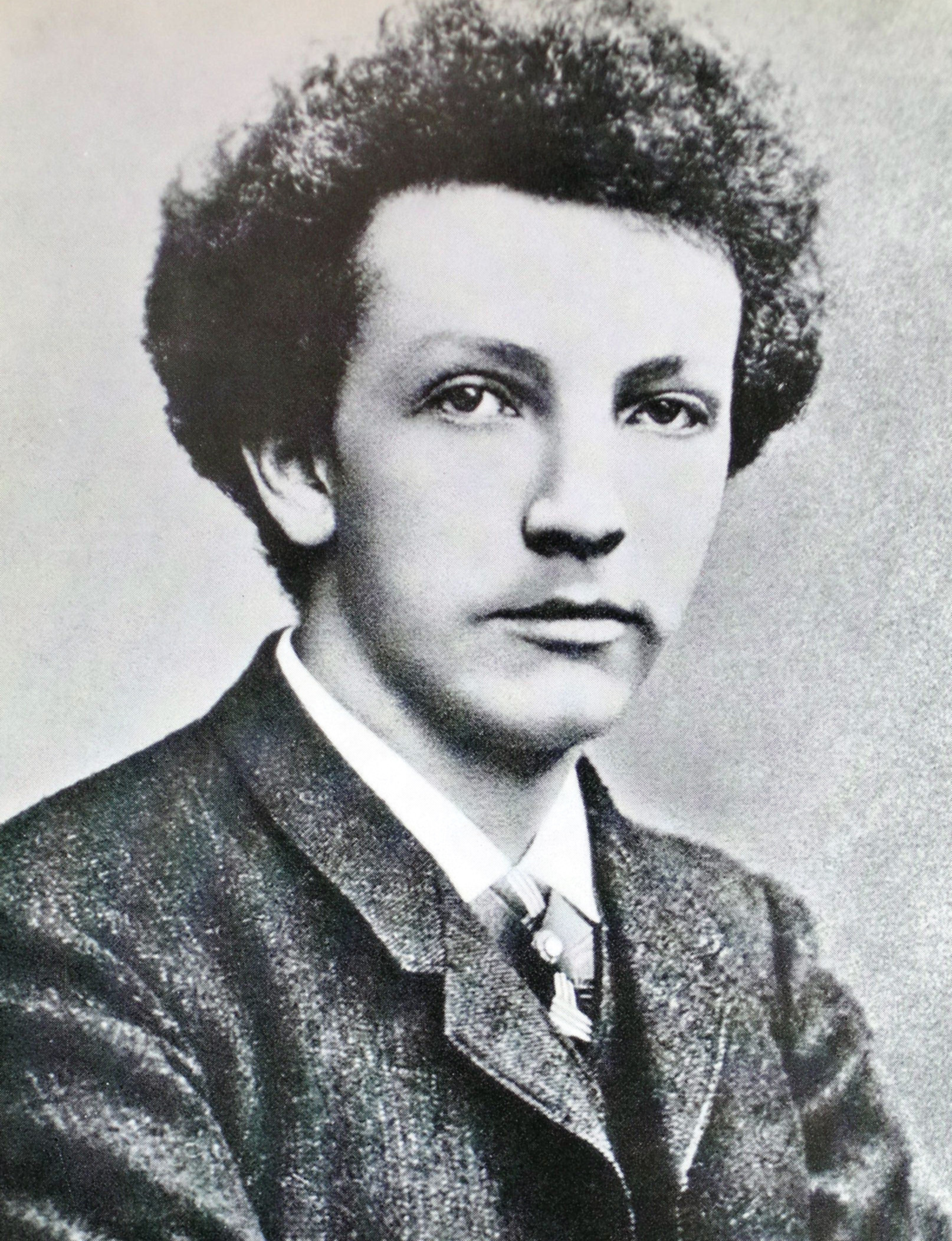
Richard Strauss en 1888

Los poemas sinfónicos de Richard Strauss se señalan como el punto culminante de la música programática en la última parte del siglo XIX, ampliando sus límites y llevando el concepto de realismo en la música a un nivel sin precedentes. En estas obras, amplió la gama expresiva de la música al representar temas que muchas veces se consideraban inadecuados para la representación musical. Como señala Hugh MacDonald en el New Grove Dictionary of Music and Musicians, "en los años previos a la Primera Guerra Mundial, estas obras se consideraban a la vanguardia de lo moderno".

## Lista (ordenada según número deopus)
- excerpt from Don JuanAus Italien (Desde Italia), Op. 16 (1886)
- Don Juan, Op. 20 (1888)
- Macbeth, Op. 23 (1888)
- Tod und Verklärung (Muerte y Transfiguración), Op. 24 (1889)
- Till Eulenspiegels lustige Streiche (Las travesuras de Till Eulenspeigel), Op. 28 (1895)
- Also sprach Zarathustra ( Así hablaba Zarathustra), Op. 30 (1896)
- Don Quixote, Op. 35 (1897)
- Ein Heldenleben (Una vida de héroe), Op. 40 (1898)
- Symphonia Domestica, Op. 53 (1903)
- Eine Alpensinfonie (Sinfonía Alpina), Op. 64 (1915)

Se ha de tener en cuenta que Macbeth en realidad se escribió antes de Don Juan y Muerte y Transfiguración, pero se estrenó después de ambos.

## Historia
Después de dejar la Universidad de Munich en 1883, Strauss se fue a Dresde y luego a Berlín, donde escuchó a Hans von Bülow como pianista y director con la orquesta de Meiningen. Bülow interpretó la Serenata de Strauss y encargó otra obra al joven compositor. Esta obra, una suite en si bemol, se convirtió en el debut de Strauss como director en 1884 cuando Bülow le informó que la dirigiría a la orquesta de Meiningen sin el beneficio de un ensayo. Al año siguiente, Strauss se convirtió en el director asistente de la orquesta de Meiningen y asistió a todos los ensayos de Bulow con lápiz y papel en la mano.
Bülow expuso a Strauss a la "música del futuro" a través de su relación con Alexander Ritter, un compositor y violinista que se había casado con la sobrina de Richard Wagner y él mismo había escrito seis poemas sinfónicos similares a los de Franz Liszt. Es posible que Strauss ya se hubiera estado alejando del estilo conservador de música, influenciado por la música de Johannes Brahms, que había estado escribiendo hasta ese momento. Sin embargo, a través de Ritter se familiarizó con los poemas sinfónicos de Liszt. Pronto comenzó a expresar el eslogan "Las nuevas ideas deben buscar nuevas formas" como elemento central de las obras sinfónicas de Liszt, y desde este punto consideró la forma de sonata abstracta como poco más que "una cáscara hueca". Strauss dejó Meiningen en 1886 para ocupar un puesto de director en Munich, lo que le permitió encuentros regulares "para intercambiar ideas nobles y escuchar las enseñanzas del Lisztciano Ritter", que se había trasladado a Munich en septiembre de 1886 
Antes de asumir su cargo en Munich, Strauss pasó varias semanas de gira por Italia, durante las cuales dio su "primer paso vacilante" en la escritura de música programática al componer bocetos para Aus Italien. Como sus deberes en Munich eran más livianos que los de Meiningen, Strauss también tenía más tiempo para pensar en la música y la estética mientras profundizaba su amistad con Ritter. Se convenció de que el deber de un artista incluía crear "una nueva forma para cada nuevo tema" y abordó este problema con Macbeth, la pieza que se convertiría en su primer poema sinfónico en toda regla. Ocho meses después de completarlo, escribiría el maravilloso Don Juan. Su estreno le valió a Strauss un gran renombre como moderno. 
Mientras continuaba haciéndose un nombre por sí mismo como director y compositor, Strauss continuó escribiendo poemas sinfónicos de manera constante durante la década de 1880. Se tomó un descanso de seis años de la forma mientras trabajaba en su primera ópera, Guntram, pero el fracaso de la misma le mostró a Strauss que todavía tenía mucho que dominar en lo que respecta a la narrativa en su forma puramente orquestal. La mayoría de los poemas sinfónicos escritos después de esta pausa son significativamente más largos y más ámplios en sus demandas orquestales que sus predecesores. En 1898, había compuesto Till Eulenspiegel, Also sprach Zarathustra, Don Quijote y Ein Heldenleben.

## Características
Strauss escribió sobre una amplia gama de temas, algunos de los cuales se habían considerado anteriormente inadecuados para la música, incluida la literatura, la leyenda, la filosofía y la autobiografía. Al hacerlo, elevó la técnica orquestal a un nuevo nivel de complejidad, llevando el realismo en la representación orquestal a niveles sin precedentes, ampliando las funciones expresivas de la música de programa y extendiendo sus límites. Debido a su uso virtuoso de la orquestación, el poder descriptivo y la viveza de estas obras es extremadamente marcado. Por lo general se emplea una gran orquesta, a menudo con instrumentos adicionales, y se utilizan a menudo efectos instrumentales para la caracterización aguda, como reproducir el balido de las ovejas con latón, así como cañas en el Quijote.
El manejo de la forma de Strauss también es digno de mención, tanto en su uso de la transformación temática como en su manejo de múltiples temas en un intrincado contrapunto. Su uso de la forma variación en Don Quijote se efectua excepcionalmente bien, igual que su uso de la forma rondó en Till Eulenspiegel.  Como señala Hugh MacDonald en New Grove (1980), "a Strauss le gustaba usar un tema simple pero descriptivo, por ejemplo, el motivo de tres notas en la apertura de Also sprach Zarathustra, o arpegios vigorosos para representar las cualidades masculinas de sus héroes. Sus temas de amor son melodiosos y cromáticos y, en general, con una música plena, y a menudo le gusta la calidez y la serenidad de la armonía diatónica como un bálsamo tras torrenciales texturas cromáticas, sobre todo al final de Don Quijote, donde el violonchelo solo tiene un re mayor incomparable de transformación del tema principal". 